# Chiesa di Sant'Antonio (Borrello)
La chiesa di Sant'Antonio è sita in via Roma a Borrello, in provincia di Chieti.

## Storia

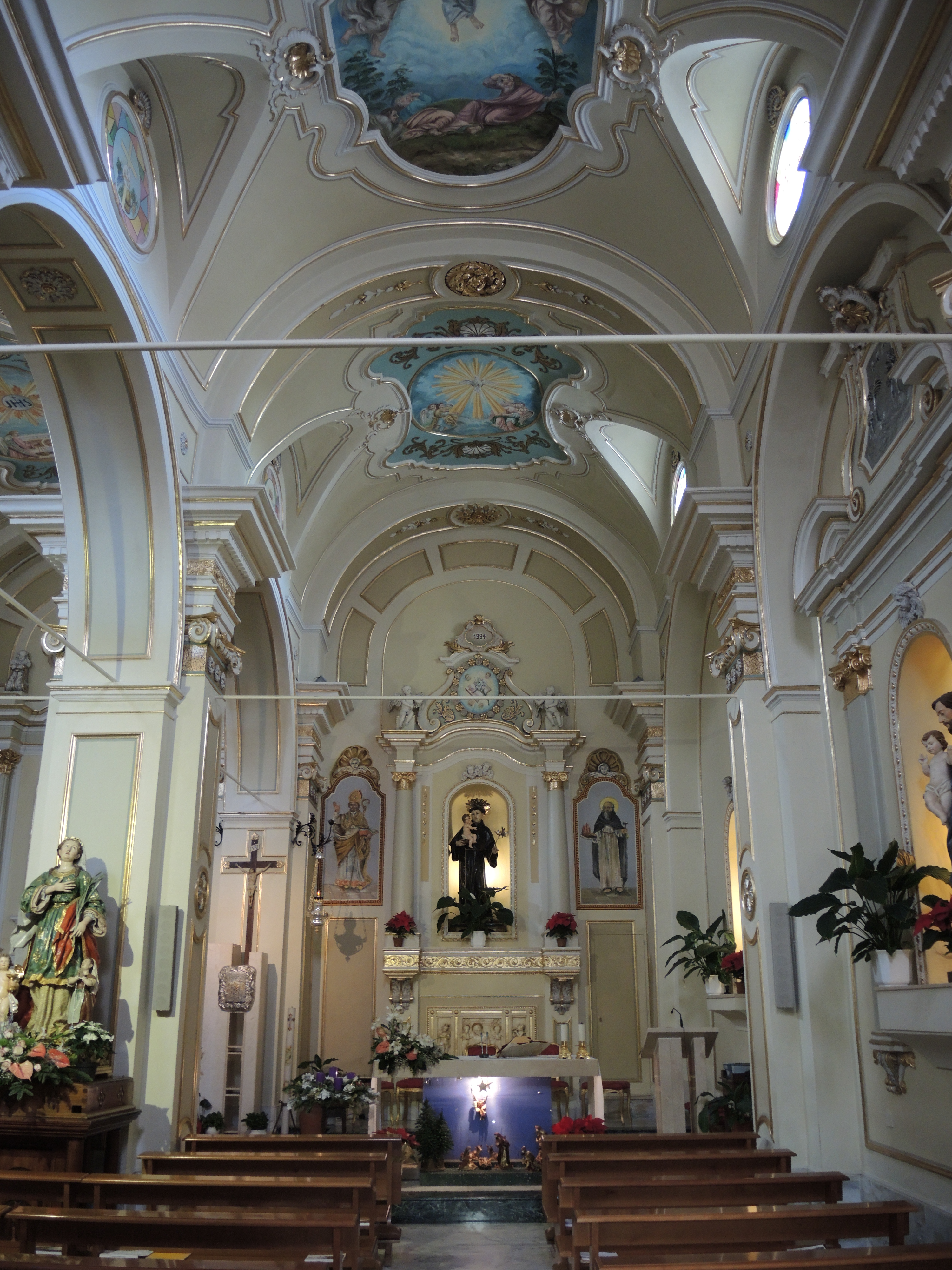
Interno

La chiesa risale al 500, occupando il punto ov'è oggi la sagrestia. Da un documento della Civitas Burrelli del 1754 redatto dall'ingegner Juliani si evince che la chiesa era a due navate divise da pilastri con 3 archi coperte da un tavolato dipinto solamente nella navata destra. Il campanile era costituito da 3 ordini. Nel biennio 1938-39 il parroco don Oliviero Fiocca fece eseguire delle opere di restauro: vennero uniformati i portali d'ingresso, venne realizzato l'altare. Nel biennio 1993-94 venne rifatto il tetto, consolidate le volte e restaurate le decorazioni in stucco danneggiati dal terremoto di dieci anni prima..
Dati catastali: folio 6 particella A.

## L'aspetto

### L'esterno
La facciata è a capanna realizzata con ciottoli di fiume e pietra grossolanamente sbozzata, su di essa si aprono due portali con architrave una decorazione in stucco bianco contorna i tre lati del timpano in cui vi è un oculo. Nel retro si erge il campanile suddiviso in tre ordini da tre cornici..

### L'interno
L'interno è suddiviso in tre navate mediante due pilastri e tre archi a tutto sesto che sostengono le volte a botte con lunette. Le pareti sono rivestite da stucchi e decorazioni in oro. Le navate terminano in due edicole, una per parte, con colonne corinzie e trabeazione ove si trovano delle nicchie con statue di santi..
L'altare maggiore è scansionato in tre nicchie, la nicchia maggiore è adorna di stucchi neoclassici, di Giovanni Fagnani di Pescopennataro, vi sivtrova la statua di Sant'Antonio di Padova; le altre due nicchie ospitano le statue di San Nicola e Sant'Antonio abate. Tra le varie statue, quelle di un Madonna Immacolata e una interessante di San Rocco e il cane. Le volte hanno cornici a stucco che ospitano quadri a tempera di ambito locale, di interesse il quadro dell'Assunzione di Maria.